# HMS Sealion (72S)
«Сілайон» (72S) (англ. HMS Sealion (72S) — військовий корабель, підводний човен типу «S» Королівського військово-морського флоту Великої Британії часів Другої світової війни.
Підводний човен «Сілайон» був закладений 16 березня 1933 року на верфі компанії Cammell Laird у Беркенгеді. Рівно через рік, 16 березня 1934 року він був спущений на воду, а 21 грудня 1934 року увійшов до складу Королівських ВМС Великої Британії. Субмарина брала активну участь у бойових діях на морі в Другій світовій війні; корабель бився у Північній Атлантиці, біля берегів Європи, на Середземному морі, здійснив 27 бойових виходів, виконував завдання спеціальних операцій при діях британських командос.

## Історія
Підводний човен проходив службу на Середземному морі, базувався на Мальті, коли в Європі розпочалась війна. Протягом вересня «Сілайон» проводив низку навчань та тренувань в акваторії Середземного моря разом з човнами «Отвей», «Попос», «Кашалот», «Шарк».
11 жовтня 1939 року корабель разом з субмаринами «Селмон», «Снеппер» і «Шарк» вийшов до берегів Англії та прибув 22 числа до Портсмута. Невдовзі після прибуття підводний човен увійшов до складу сил, що здійснювали протичовнове патрулювання у Північному морі.
6 листопада «Сілайон» обстріляв торпедами німецький підводний човен U-21 на Доггер-банкі, але промахнувся.
12 листопада підводний човен з «Санфіш», «Снеппер» і «Шарк» здійснили під ескортом есмінця «Боудісіа» та шлюпа «Фламінго» перехід до Ширнесса, і далі до Гаріджа.
Надалі «Сілайон» протягом зими-весни 1940 року провів декілька бойових виходів у море, патрулював навколишні води. 11 квітня 1940 року, під час 6-го походу, він здобув першу перемогу, потопивши німецьке транспортне судно August Leonhardt неподалік від данського острову Ангольт у протоці Каттегат.
24 липня 1940 року «Сілайон» поблизу Ставангера торпедною атакою намагався знищити німецький підводний човен U-69, проте невдало.
4 серпня 1940 року корабель атакував неподалік від Гомборзунда (Грімстад) норвезький торговельний корабель Toran та потопив його.
5 лютого 1941 року у 13-му бойовому виході в море підводний човен торпедною атакою затопив норвезький транспортник Ryfylke неподалік від півострова Штад.
Наприкінці травня 1941 року після бою у Данській протоці, що сталася 24 травня 1941, під час якого німецька рейдерська група з лінійного корабля «Бісмарк» і важкого крейсера «Принц Ойген» потопили британський лінійний крейсер «Худ» та пошкодили лінкор «Принц Уельський», британське адміралтейство вжило рішучих та активних заходів щодо пошуку та знищення капітальних кораблів противника.
Командувач підводними силами британського флоту віддав наказ на перехоплення німецьких кораблів шести підводним човнам («Сілайон», «Сівулф», «Старджен», «Пандора», «Тігріс» і H44), які висунулись на позиції 120 миль західніше Бреста.
27 травня «Сілайон» вийшов на визначену позицію в Біскайській затоці, а 30 числа шістьма торпедами атакував німецький підводний човен U-74, але промахнувся.
На початку липня 1941 року під час 18-го походу, бойовий корабель затопив у Біскайській затоці французькі риболовецькі судна Christus Regnat, Gustave та St Pierre d'Alcantara.
У жовтні 1941 року підводний човен перевели на північний напрямок, «Сілайон» здійснив декілька рейдів до радянського Полярного з різнорідними завданнями, а потім базувався на цю ВМБ.
У листопаді-грудні 1941 року «Сілайон» діяв на північних морських комунікаціях, під час 20 та 21 походів затопив норвезьке судно «Bessheim», невеликий береговий танкер «Vesco», що перевозив бензин до Кіркенеса і каботажне судно «Island», що працювали в інтересах нацистів.
26 грудня 1941 року підводний човен узяв участь у проведенні спеціальної операції британських командос, під кодовою назвою операція «Анкліт» — рейд No. 12 Commando на Лофотенські острови за підтримки 22 кораблів та суден трьох флотів. У той час німецькі військовики переважно святкували наступне свято після Різдва — День подарунків. Протягом двох діб оперативна група флоту та командос утримували низку важливих об'єктів на островах, зокрема вивели з ладу 2 ворожі радіостанції та потопили декілька суден. За результатами рейду Гітлер був певен, що союзники розпочали вторгнення до Норвегії, й віддав наказ утримувати в країні значні сили та засоби.
Після завершення спеціальної операції, підводний човен переведений на патрулювання поблизу прибережних вод Шотландії, у квітні 1942 року прибув до Блайта, де встав на ремонт.
8 жовтня 1942 року після завершення ходових випробувань, «Сілайон» вийшов з Голі-Лох та з субмаринами «Урсула», «Юнік» і трофейною «Граф» здійснив перехід до Біскайської затоки.
До листопада 1943 року підводний човен виконував різні бойові завдання, доки не був виведений до резерву; базувалась на Ротсей.
3 березня 1943 року використовувався кораблями британського флоту в ролі мішені, затоплений неподалік від ірландських Аранських островів.